# Rudolf z Kounic
Rudolf hrabě z Kounic (též německy jako Rudolph von Kaunitz; 1617, 1625 nebo 1628, Slavkov u Brna – 21. dubna 1664) byl český šlechtic z rodu Kouniců. Oženil se s jedinou dcerou a dědičkou Albrechta z Valdštejna a získal majetkové zázemí v severních Čechách, později zakoupil také statky na jižní Moravě (Velké Meziříčí, Miroslav). Byl povýšen do hraběcího stavu a nakonec zastával funkci nejvyššího lovčího v Českém království (1659–1664). Byl zakladatelem české větve Kouniců, která vymřela v roce 1919.

## Život

Erb rodu Kouniců

Narodil se jako syn Bedřicha z Kounic (1597–1649) a jeho manželky Marie Eusebie Sezimové z Ústí (* 1604). Vzhledem k aktivitám svých příbuzných v době stavovského povstání vyrůstal v ústraní ve Slavkově, kde byl vychováván pod osobním dohledem kardinála Františka z Ditrichštejna, který se stal patronem nového vzestupu Kouniců v pobělohorském období. Rudolf byl původně vychováván v bratrské víře, později konvertoval ke katolictví. Absolvoval kavalírskou cestu a krátce studoval na univerzitě v Leidenu (1629). Díky patronátu Ditrichštejnů byl spolu se svým strýcem Lvem Vilémem povýšen v roce 1642 do hraběcího stavu (titul platil pouze pro České království, říšský hraběcí stav byl české větvi Kouniců udělen až v roce 1700). V roce 1646 byl jmenován číšníkem u dvora Ferdinanda III., téhož roku dosáhl hodnosti císařského komorníka. Po nástupu Leopolda I. byl z pozice císařského komořího odvolán, později mu ale funkce obnovena. Nakonec byl jmenován i tajným radou a od roku 1659 zastával úřad nejvyššího lovčího Českého království. 

## Majetkové poměry
Po otci byl původně předurčeným dědicem poloviny panství Uherský Brod na jižní Moravě, které se ale vzdal ve prospěch nevlastního strýce Lva Viléma z Kounic. Sňatkem s Marií Alžbětou z Valdštejna, jedinou dcerou zavražděného generalissima Albrechta z Valdštejna získal podíl na severočeských panstvích Nový zámek a Česká Lípa. I když šlo jen o zlomek zaniklého Frýdlantského vévodství, jednalo se o velké panství s jedním městem, dvěma městečky a 32 vesnicemi, které jako své věno obhájila Valdštejnova vdova Alžběta Kateřina z Harrachu. Ta nesouhlasila se sňatkem dcery, protože Kounice nepovažovala za dobrou partii, Rudolf s Marií Alžbětou nicméně převzal správu panství a aktivně se podílel na obnovení hospodářství, zakládal nové hospodářské dvory, ovčíny a ovocné sady. S městskou radou České Lípy se dostal do dlouholetého konfliktu v otázce městských privilegií, spor byl vyřešen smírem v roce 1660. V roce 1649 koupil Rudolf panství Velké Meziříčí, z předepsané kupní ceny 80 000 zlatých ale zaplatil jen část, protože se jednalo o uznání pohledávek kardinála Arnošta Vojtěcha z Harrachu, který byl strýcem Rudolfovy manželky a novým patronem Kouniců. Také ve Velkém Meziříčí se Rudolf snažil o obnovu hospodářství po třicetileté válce, v roce 1650 zřídil nový panský pivovar v budově bývalého luteránské gymnázia. V roce 1661 koupil panství Miroslav na Znojemsku, vlastnil také další menší statky na jižní Moravě, trvale ale s manželkou pobýval na Novém zámku v severních Čechách, který od doby Albrechta z Valdštejna poskytoval dostatečný komfort.

## Manželství a rodina
Dne 15. října 1645 se oženil s Marií Alžbětou z Valdštejna (1625–1662), jedinou dcerou a dědičkou zavražděného generalissima Albrechta z Valdštejna. Manželé měli sedm dětí, dospělého věku se dožili tři synové. Po předčasné smrti obou rodičů byl jejich poručníkem prastrýc Arnošt Vojtěch z Harrachu. Rudolfovými nástupci byli tři synové:
- 1. Arnošt František (1646–1680), důstojník císařské armády, dědic panství Nový zámek
- 2. Ferdinand Ignác (1655–1687), císařský komorník, dědic panství Velké Meziříčí
- 3. Jan Vilém (1656–1721), císařský komorník, dědic panství Nový zámek